# Балтым (село)
Балты́м — село в городском округе Верхняя Пышма Свердловской области России. Площадь села 32,340 кв.км.

## География
Село расположено на реке Балтым, в двух километрах ниже озера Балтым, из которого вытекает река. Село Балтым находится в 18 километрах к северу от города Екатеринбурга и в 500 метрах к северо-востоку от города Верхней Пышмы (местами вплотную). Между Верхней Пышмой и Балтымом проходит Верхотурский тракт — автодорога, проходящая с севера Екатеринбурга к шоссе Екатеринбург — Нижний Тагил — Серов.

## История

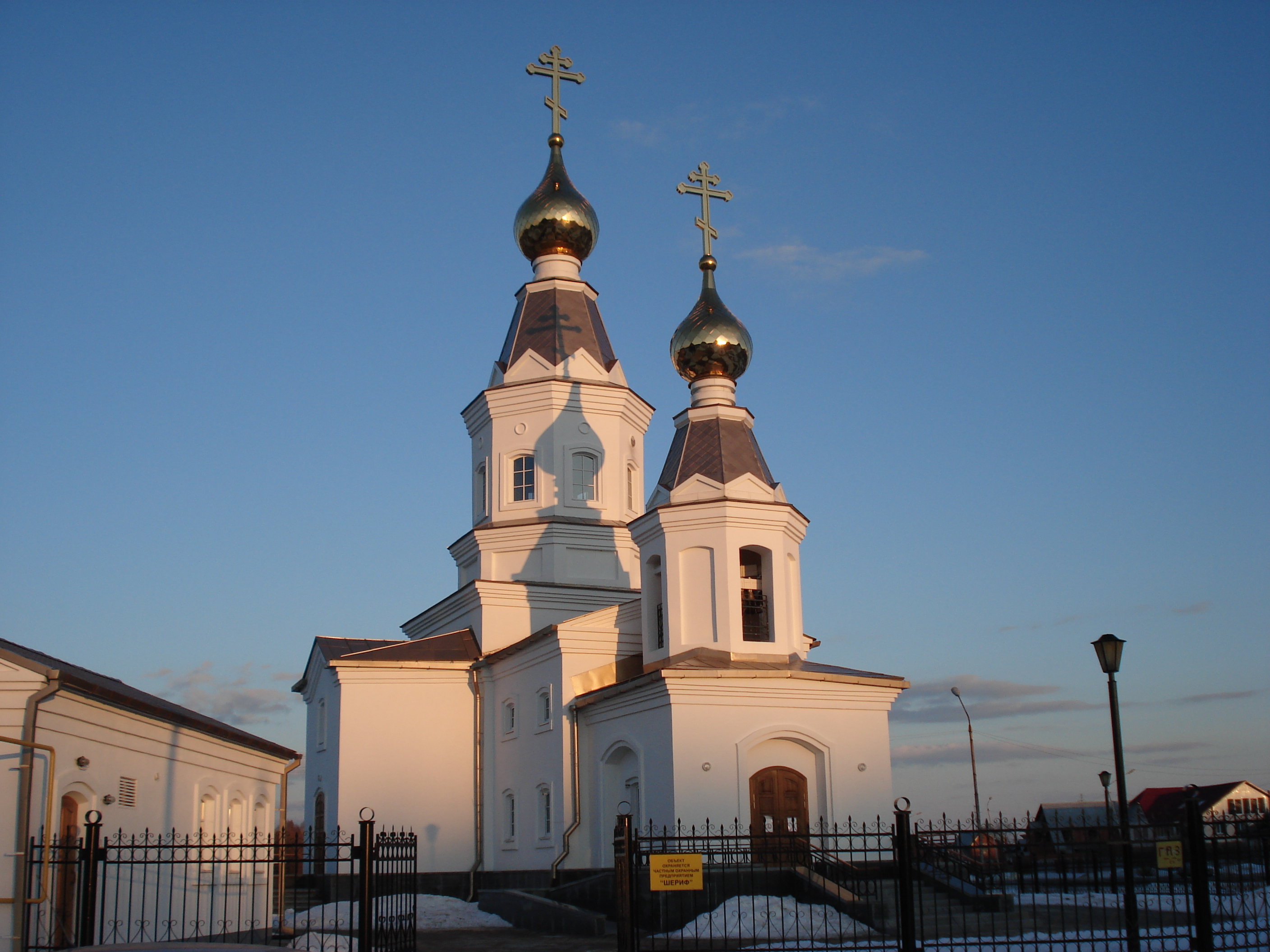
Храм Александра Невского

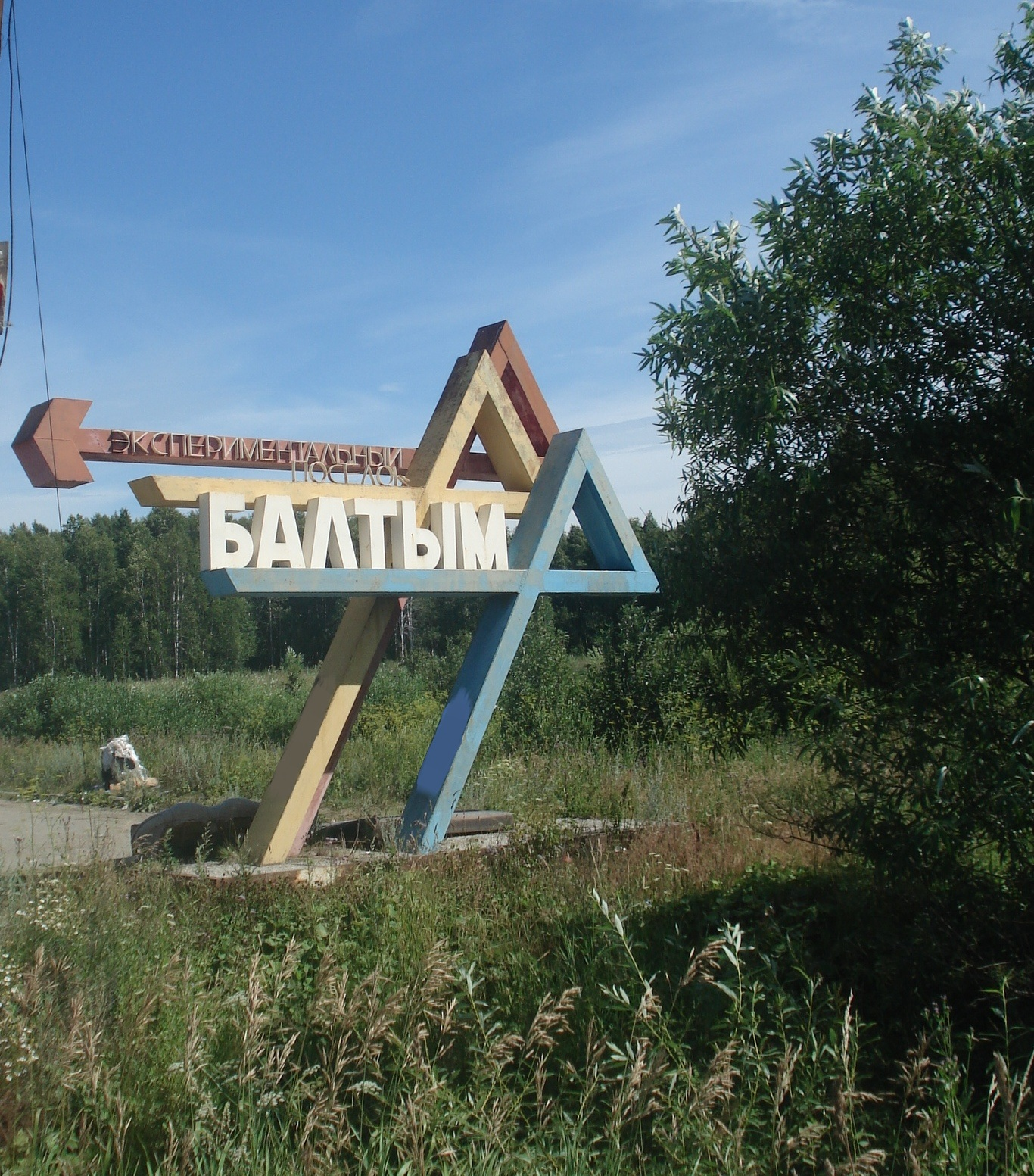
Стела на въезде в Балтым

С 1840 по 1878 годы на Верхотурском тракте функционировала конная почтовая станция Владимирская. С её упразднением жители переключились на старательский промысел. В селе была деревянная однопрестольная церковь, перестроенная из часовни, возведённой в 1860 году. Освящена во имя великомученицы Параскевы 6 сентября 1893 года. В 1935 году церковь была закрыта, снесены купол и колокольня. Восстановлена в 1996 году, сгорела 28 февраля 2002 года. На берегу реки Балтымки, единственном истоке озера Балтым, ОАО «Уралэлектромедь» был построен новый храм, освящённый 22 октября 2005 года архиепископом Екатеринбургским и Верхотурским Викентием «Во Имя Святого Великого Князя Александра Невского».
В 1980 годах по инициативе группы людей, в числе которых Б. Н. Ельцин, Б. А. Кривоусов и др., по программе создания образцовых посёлков, началась реализация проекта «Экспериментальный посёлок Балтым». В то же время строится один из основных досуговых центров Свердловской области, культурно-спортивный центр «Балтым».
С 2000 года строится коттеджный посёлок «Новый».

## Население
| Численность населения | Численность населения | Численность населения |
| --------------------- | --------------------- | --------------------- |
| 2002 г.               | 2010 г.               | 2020 г.               |
| 2570                  | 2837                  | 3330                  |

## Инфраструктура
Балтым обладает развитой инфраструктурой. В посёлке есть опорный пункт полиции, пожарная часть, участковая больница и поликлиника со станцией скорой помощи, работает отделение почты..

## Религия и культура
- Православный храм «Александра Невского». В 2005 году силами ОАО «Уралэлектромедь» выстроен новый каменный храм, который освятили 22 октября 2005 года во имя святого великого князя Александра Невского. Среди святынь храма в Балтыме верующие отмечают икону Пресвятой Богородицы «Тихвинская», икону святителя Николая Чудотворца, икону святого князя Александра Невского с частицей мощей[5].

## Образование и спорт
В посёлке работают школа № 9, один детский сад, МОУ дополнительного образования детей «Детско-юношеская спортивная школа самбо и дзюдо», СДЮСШ (на его базе федерация бокса и школа настольного тенниса «Лидер»). Также есть секции тхэквондо и гимнастики. На окраине села есть небольшой стадион.

## Транспорт
До посёлка можно добраться на автобусе или такси из Екатеринбурга и Верхней Пышмы.
Ближайшие железнодорожные станции: Исеть (п. Исеть) и Балтым (п. Садовый).

## Гостиница
При въезде в село Балтым возле Верхотурского тракта стоит большая гостиница. Она примечательна тем, что построена в стиле Венецианской Готики наподобие старинных ратуш итальянских городов Позднего Средневековья и Эпохи Возрождения. Здание не достроено (не завершена внутренняя отделка помещений), гостиница не работает.